# Insieme non misurabile
Questa pagina offre una trattazione non tecnica di questo concetto. Per una trattazione tecnica vedi misura (matematica) e le varie costruzioni di insiemi non misurabili: insieme di Vitali, paradosso di Hausdorff, paradosso di Banach-Tarski.
In matematica, un insieme non misurabile è un insieme la cui struttura è così complicata che non permette di fare luce sull'effettivo significato delle nozioni di lunghezza, area o volume.
La prima indicazione che ci potrebbe essere un problema a definire la lunghezza per un insieme arbitrario viene dal teorema di Vitali, che essenzialmente afferma che si può prendere un intervallo di lunghezza 1, dividerlo in pezzi, muovere i pezzi e ottenere un intervallo di lunghezza 2 (talvolta questo risultato è detto paradosso di Hausdorff). Tuttavia, è necessario che il numero di pezzi sia infinito. Quindi si potrebbe interpretare il risultato dicendo che la lunghezza corretta di ognuno di questi pezzi è 0, ma quando si sommano si può ottenere 1 o 2. Una simile definizione di lunghezza è detta misura finitamente additiva.
Aumentando il numero di dimensioni il quadro peggiora. Il paradosso di Banach-Tarski afferma che si può prendere una sfera di raggio 1, dividerla in un numero finito di parti (si può scendere fino a cinque, di cui una è composta da un singolo punto), spostare e ruotare le varie parti ottenendo due sfere di raggio 1. Questa costruzione non ha significato nel mondo fisico. Nel 1989, A. K. Dewdney ha pubblicato una lettera del suo amico Arlo Lipof nella rubrica passatempi al computer della rivista Scientific American, dove descrive un'operazione clandestina "in un paese del Sud America" di duplicazione delle sfere di oro sfruttando il paradosso di Banach-Tarski. Naturalmente era la rubrica del mese di aprile.
Il significato pratico del paradosso di Banach-Tarski è che non è possibile definire il volume in tre dimensioni a meno che non si voglia accettare una o più delle seguenti ipotesi:
1. Il volume di un insieme può cambiare se esso viene ruotato
2. Il volume dell'unione di due insiemi disgiunti può essere differente dalla somma dei loro volumi
3. Alcuni insiemi sono etichettabili come "non misurabili" e si deve controllare se un insieme è "misurabile" prima di parlare del suo volume
4. Si devono modificare le regole della matematica per impedire le costruzioni precedenti.

Si scopre che il prezzo da pagare per la concessione numero 3 è sorprendentemente piccolo. La famiglia degli insiemi misurabili è molto ricca, e quasi tutti gli insiemi che si possono incontrare nelle varie branche della matematica sono misurabili. Inoltre, non è possibile costruire un insieme non misurabile, ma solo dimostrare indirettamente la sua esistenza, mentre viceversa è spesso facile dimostrare che un dato insieme è misurabile. Quindi questa è l'alternativa preferita dalla maggior parte dei matematici. Come bonus si ottiene che anche una serie infinita di insiemi disgiunti soddisfa la formula della somma, una proprietà che i matematici chiamano σ-additività.
Il prezzo da pagare per la concessione 4 è eliminare uno specifico assioma: l'assioma della scelta. Buona parte dell'analisi matematica richiede però questo assioma: ecco perché la maggior parte dei matematici lo mantiene, indicando al più negli enunciati dei teoremi la sua necessità.
Infine, l'idea di rimuovere la σ-additività in una dimensione per ottenere una definizione di lunghezza per tutti gli insiemi non si dimostra molto utile. Una breve discussione delle ragioni si può trovare in misura (matematica).